# Liste des conseillers régionaux de la Haute-Savoie
Les conseillers régionaux de la Haute-Savoie sont des conseillers qui sont élus dans le cadre des élections régionales pour siéger au conseil régional d'Auvergne-Rhône-Alpes.

## Mandature 2021-2028
La Haute-Savoie compte 18 conseillers régionaux au niveau du département sur les 204 élus du conseil régional d'Auvergne-Rhône-Alpes.
| Groupe politique                                              | Nom                   | Parti | Parti                                            |
| ------------------------------------------------------------- | --------------------- | ----- | ------------------------------------------------ |
| Les Républicains, Divers-Droite, Société Civile et apparentés | Serge Delsante        |       | DVD                                              |
| Les Républicains, Divers-Droite, Société Civile et apparentés | Antoine Dénériaz      |       | DVD                                              |
| Les Républicains, Divers-Droite, Société Civile et apparentés | Annabel André         |       | LR                                               |
| Les Républicains, Divers-Droite, Société Civile et apparentés | Florence Duvand       |       | LR                                               |
| Les Républicains, Divers-Droite, Société Civile et apparentés | Cyril Pellevat        |       | LR                                               |
| Les Républicains, Divers-Droite, Société Civile et apparentés | Christophe Fournier   |       | LR                                               |
| Les Républicains, Divers-Droite, Société Civile et apparentés | Sylvia Roupioz        |       | LR                                               |
| Les Républicains, Divers-Droite, Société Civile et apparentés | Ségolène Guichard     |       | DVD                                              |
| Les Républicains, Divers-Droite, Société Civile et apparentés | Jean-Paul Bosland     |       | DVD                                              |
| Les Républicains, Divers-Droite, Société Civile et apparentés | Sylviane Noël         |       | LR                                               |
| UDI, Centristes et Apparentés                                 | Éric Fournier         |       | UDI                                              |
| UDI, Centristes et Apparentés                                 | Catherine Pacoret     |       | UDI                                              |
| Les Écologistes                                               | Fabienne Grébert      |       | ÉCO                                              |
| Les Écologistes                                               | Alexandra Caron-Cusey |       | EÉLV                                             |
| Les Écologistes                                               | Benjamin Joyeux       |       | EÉLV                                             |
| Les Écologistes                                               | Natacha Muracciole    |       | EÉLV                                             |
| Socialiste, Écologiste et Démocrate                           | Jean-Baptiste Baud    |       | PS                                               |
| Non-inscrit                                                   | Vincent Lecaillon     |       | RN (2021-2022) REC (2022-2024) IDL (depuis 2024) |

## Mandature 2015-2021
La Haute-Savoie compte 19 conseillers régionaux au niveau du département sur les 204 élus du conseil régional d'Auvergne-Rhône-Alpes.
| Groupe politique                                      | Nom                          | Parti | Parti            |
| ----------------------------------------------------- | ---------------------------- | ----- | ---------------- |
| Les Républicains, divers droite et société civile     | Julie Gnuva                  |       | DVD              |
| Les Républicains, divers droite et société civile     | Martial Saddier              |       | Les Républicains |
| Les Républicains, divers droite et société civile     | Annabel André-Laurent        |       | Les Républicains |
| Les Républicains, divers droite et société civile     | Florence Duvand              |       | Les Républicains |
| Les Républicains, divers droite et société civile     | Cyril Pellevat               |       | Les Républicains |
| Les Républicains, divers droite et société civile     | François-Eric Carbonnel      |       | Les Républicains |
| Les Républicains, divers droite et société civile     | Sylvia Roupioz               |       | Les Républicains |
| Les Républicains, divers droite et société civile     | Astrid Baud-Roche            |       | Les Républicains |
| Les Républicains, divers droite et société civile     | Jean-Paul Bosland            |       | DVD              |
| Union des démocrates et indépendants                  | Eric Fournier                |       | UDI              |
| Union des démocrates et indépendants                  | Catherine Pacoret            |       | UDI              |
| Union des démocrates et indépendants                  | André Vercin                 |       | UDI              |
| Socialistes, démocrates, écologistes et apparentés    | Christian Dupessey           |       | PS               |
| Socialistes, démocrates, écologistes et apparentés    | Nora Segaud-Labidi           |       | PS               |
| Socialistes, démocrates, écologistes et apparentés    | Guillaume Gibouin            |       | DVG              |
| Rassemblement des citoyens, écologistes et solidaires | Fabienne Grebert             |       | ND puis DVG      |
| Front national                                        | Vincent Lecaillon            |       | FN               |
| Front national                                        | Anne-Françoise Abadie-Parisi |       | FN               |
| Front national                                        | Olivier De Sainte Maréville  |       | FN               |

### Élus membres de l'exécutif
- Éric Fournier (UDI), 4e vice-président délégué à l’environnement, au développement durable, à l’énergie et aux parcs naturels régionaux ;
- Martial Saddier (LR), 6e vice-président délégué aux entreprises, à l’emploi, au développement économique, à l’économie de proximité, au commerce, à l’artisanat, aux professions libérales jusqu'en septembre 2017 ;
- Annabel André-Laurent (LR), 6e vice-présidente déléguée aux entreprises, à l’emploi, au développement économique, à l’économie de proximité, au commerce, à l’artisanat, aux professions libérales à partir d'octobre 2017.

## Mandature 2010-2015
La Haute-Savoie compte 17 conseillers régionaux sur les 157 élus qui composent l'assemblée du conseil régional de Rhône-Alpes, issue des élections des 14 et 21 mars 2010.
Composition par ordre décroissant du nombre d'élus :
- EEV : 5 élus
- UDC : 5 élus
- PSEA : 4 élus
- FN : 2 élus
- PRG : 1 élu

| Identité                | Étiquette | Groupe                                                  | Autres mandats/fonctions |
| ----------------------- | --------- | ------------------------------------------------------- | --- |
| Annabel André-Laurent   | UMP       | Union de la Droite et du Centre et Apparentés (UDC-APP) | Conseillère de la Communauté de l'agglomération d'Annecy, conseillère municipale d'Annecy                                                             |
| Nicole Billet           |           | Groupe Europe Écologie Les Verts (EEV)                  | |
| François-Éric Carbonnel | UMP       | Union de la Droite et du Centre et Apparentés (UDC-APP) | Conseiller municipal de Sillingy |
| Jean-Claude Carle       | UMP       | Union de la Droite et du Centre et Apparentés (UDC-APP) | Sénateur de la Haute-Savoie, vice-président du Sénat                                                                                                  |
| Claude Comet            |           | Groupe Europe Écologie Les Verts (EEV)                  | 4e conseillère déléguée du Conseil régional au tourisme et à la montagne                                                                              |
| Noël Communod           | MRS       | Groupe Europe Écologie Les Verts (EEV)                  | |
| Alain Coulombel         |           | Groupe Europe Écologie Les Verts (EEV)                  | |
| Virginie Duby-Muller    | UMP       | Union de la Droite et du Centre et Apparentés (UDC-APP) | Députée |
| Claire Donzel           | PS        | Groupe Socialiste, Écologiste et Apparentés (PSEA)      | |
| Christian Dupessey      | PS        | Groupe Socialiste, Écologiste et Apparentés (PSEA)      | Conseiller de la Communauté d'agglomération d'Annemasse, maire d'Annemasse                                                                            |
| Marie Favre             | FN        | Front National                                          | |
| Éric Fournier           | NC        | Union de la Droite et du Centre et Apparentés (UDC-APP) | Membre du syndicat mixte Pays du Mont-Blanc, président de la Communauté de communes de la vallée de Chamonix-Mont-Blanc, maire de Chamonix-Mont-Blanc |
| Sylvie Gillet de Thorey | PS        | Groupe Socialiste, Écologiste et Apparentés (PSEA)      | 5e vice-présidente du Conseil régional déléguée aux lycées, conseillère de la Communauté de l'agglomération d'Annecy, maire de Meythet                |
| Dominique Martin        | FN        | Front National                                          | Conseiller municipal de Cluses |
| Jean-Paul Moille        | PS        | Groupe Socialiste, Écologiste et Apparentés (PSEA)      | Conseiller municipal de Thonon-les-Bains |
| Gérard Perrissin-Fabert | PRG       | Parti Radical de Gauche et Apparentés (PRG-APP)         | Maire du Grand-Bornand |
| Jeannie Tremblay        |           | Groupe Europe Écologie Les Verts (EEV)                  | |

## Mandature 2004-2010
Les 17 conseillers régionaux de la Haute-Savoie élus lors des élections des 21 et 28 mars 2004.
- UMP : Jean-Claude Carle, Guylaine Riondel-Besson, Serge Hazard, Astrid Baud-Roche
- PS : Sylvie Gillet de Thorey, Roger Vioud, Jean-Paul Moille
- Les Verts : Renée Poussard, Josiane Scheppler-Dubeau[1], Alain Coulombel
- PCF : Gilles Ravache, Annie Anselme
- UDF : Éric Fournier, Véronique Drouet
- FN : Dominique Martin, Marie Favre
- PRG : Marie-France Marcos

## Mandature 1998-2004
Les 17 conseillers régionaux de la Haute-Savoie élus lors des élections du 15 mars 1998.
- Liste RPR-UDF
  - Groupe ORA - RPR/UDF Indépendants, Oui à Rhône-Alpes : Jean-Claude Carle, Jean-Claude Leger, Jean-Louis Prevond
  - Groupe UDF et Apparentés pour Rhône-Alpes : Éric Fournier, Michel Amoudry
  - Groupe RPR - Rassemblement pour la Région Rhône-Alpes : Christian Vulliez
- Liste Gauche Plurielle
  - Groupe PS-PRG-DVG et Apparentés : Robert Borrel, Jean Excoffier, Marie-France Marcos
  - Groupe Les Verts : Alain Coulombel
  - Groupe des Conseillers régionaux Communistes et Républicains de Rhône-Alpes : Raymond Vindret
- Liste de UDF dissidents
  - Groupe Indépendance, Entreprise et Ruralité : Guylaine Riondel-Besson, Renée Magnin
- Liste Front national
  - Groupe Front national : Dominique Martin, Bernard Robert Midy, Jacques Vassieux
- Liste de Régionalistes
  - Régionaliste non apparenté à un groupe politique : Patrice Abeille[2]

## Mandature 1992-1998
Jean-Claude Carle, Bernard Bosson, Ernest Nycollin, Pierre Mazeaud

## Mandature 1986-1992
Bernard Bosson